# Глізе 581 d
Глізе 581 d (англ. Gliese 581 d або Gl 581 D) — позасонячна планета, що обертається навколо зірки Gliese 581 в 20 світлових років від Землі в сузір'ї Терезів. Це третя планета, відкрита в системі, і п'ята в порядку від зірки. Через свою масу, принаймні в 6,98 земних, планета належить до категорії супер-Землі. У кінці квітня 2009 року нові спостереження оригінальної команди відкриття дозволили прийти до висновку, що планета знаходиться на околиці житлової зони, де може існувати рідка вода.

## Цікаві факти
- У зв'язку з тим, що гіпотетично є можливість життя на планеті, австралійський журнал COSMOS[en](англ.) 28 серпня 2009 року здійснив передачу близько 25 880 текстових повідомлень усіх охочих загальним розміром у 2 845 539 байт. Трансляція здійснювалася через Комплекс далекого космічного зв'язку в Канберрі. Детальна інформація про подію і власне самі повідомлення були опубліковані на сайті HelloFromEarth.net[3].